# Trichogramma flavum
Trichogramma flavum är en stekelart som beskrevs av William Harris Ashmead 1880. Trichogramma flavum ingår i släktet Trichogramma och familjen hårstrimsteklar. Inga underarter finns listade i Catalogue of Life.